# Amazona autumnalis lilacina
L'amazzone frontelilla (Amazona autumnalis lilacina (Lesson, 1758)) o amazzone fronterossa ecuadoriano, è un pappagallo amazzone originario dell'Ecuador, in Sud America. Secondo la Lista mondiale degli uccelli del CIO, è ancora considerata una sottospecie dell'amazzone fronterossa (A. autumnalis), sebbene Birdlife International la consideri una specie separata, come Amazona lilacina, così come l'Unione internazionale per la conservazione della natura ai fini della Lista rossa IUCN, classificando l'amazzone frontelilla come una specie in Pericolo Critico.
L'amazzone frontelilla è generalmente più piccola delle sue sottospecie correlate, con un becco nero e una colorazione più tenue. Sono considerati ottimi uccelli da compagnia grazie alla loro natura gentile e affettuosa e del loro temperamento gradevole.

## Descrizione
L'amazzone frontelilla è un piccolo pappagallo, lungo circa 34 centimetri quando adulto, con piumaggio prevalentemente verde. Come l'amazzone fronterossa, presenta una fronte rossa e guance gialle; le sue caratteristiche distintive includono un becco completamente nero e piume dalla punta lilla sul capo.

## Biologia

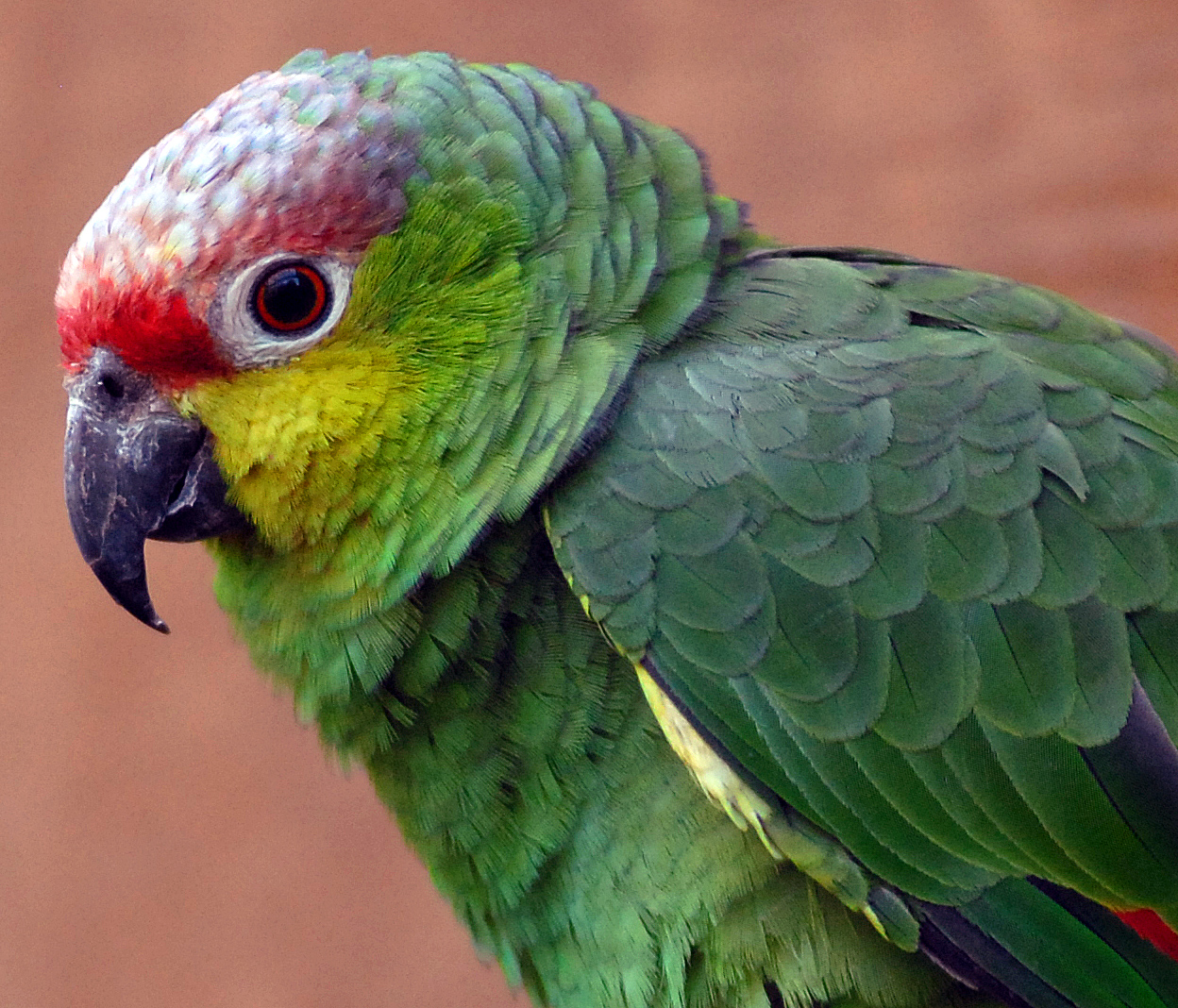
A. lilacina allo zoo di Chester

L'amazzone frontelilla è nota per la sua natura gentile e timida. In natura evita il confronto con gli intrusi, scegliendo di cercare riparo nel fogliame vicino finché il pericolo non passa. Di solito trascorre il tempo in gruppi di piccole e medie dimensioni, con i quali si appollaia di notte; molti uccelli si accoppiano in modo monogamo all'interno del gruppo più numeroso e sono visti più frequentemente volare in coppia.

### Dieta
La dieta dell'amazzone frontelilla consiste principalmente di frutta, noci, bacche e semi. Come la maggior parte dei pappagalli, possiede un becco potente; la sua abile lingua aiuta anche a scomporre e consumare una serie diversificata di alimenti.

### Riproduzione
La maturità sessuale viene raggiunta a tre o quattro anni di età. Come la maggior parte dei pappagalli, l'amazzone frontelilla è un riproduttore monogamo e nidifica nelle cavità degli alberi, dove la femmina deporrà da due a quattro uova, covandole per un periodo di tre settimane; i piccoli si involano circa due mesi dopo la schiusa.
Come con molti altri pappagalli, il maschio nutre la femmina e i pulcini durante la loro permanenza nel nido consumando cibo aggiuntivo e rigurgitandolo per loro.

## Distribuzione e habitat
L'amazzone frontelilla è originaria delle foreste tropicali secche dell'Ecuador occidentale a nord del Golfo di Guayaquil, estendendosi fino a Nariño nell'estremo sud-ovest della Colombia adiacente al confine ecuadoriano, dove si interseca con la sottospecie A. a. salvini.

## Avicoltura
Le amazzoni frontelilla sono molto apprezzate come pappagalli da compagnia, intelligenti con una personalità spesso descritta come gentile, affettuosa e leale. In cattività, amano la compagnia delle persone e spesso formano un forte legame con il loro proprietario. Non sono in grado di imparare frasi complesse, ma la maggior parte di questi pappagalli è in grado di imparare a imitare almeno alcune frasi e versi distintivi. Il World Parrot Trust raccomanda che questi uccelli vengano ospitati in una voliera con una lunghezza minima di 3 metri.
L'amazzone frontelilla è diventata popolare e comune solo di recente nel commercio di animali domestici, mentre in precedenza era piuttosto rara. In Europa è stato istituito almeno un programma di riproduzione in cattività per aumentare il numero di questi uccelli.